# Tetranychus ferox
Tetranychus ferox är en spindeldjursart som beskrevs av Meyer 1974. Tetranychus ferox ingår i släktet Tetranychus och familjen Tetranychidae. Inga underarter finns listade i Catalogue of Life.